# ドーントレス (ゲーム)
『ドーントレス』（Dauntless）は、カナダのインディーゲームスタジオPhoenix Labsが開発した基本無料のオンラインアクションRPG。

## 概説
『モンスターハンター』シリーズや『DARK SOULS』シリーズ、『World of Warcraft』の影響を受けたゲームタイトル。
リリース後1週間で総プレイ人数が600万人を越え、同年中には1500万人を達成するなど好評を博したが、2024年12月6日に行われた大型アップデート「Awakening」以降の評判は悪く、Steamではユーザー評価が「圧倒的に不評」とされるレベルに落ち込んだ。
2025年2月25日、同年5月29日午後11時45分（太平洋標準時）をもってサービス終了することが発表され、発表通り5月29日（日本時間では5月30日）に終了した。

## システム
プレイヤーは空を浮遊する島々のひとつ「ラムズゲート」を拠点とし、各地に現れる巨大な怪物「ベヒモス」のハント依頼を受けることになる。
ベヒモスとの戦い（部位破壊、討伐報酬）で素材を集め、武器や防具を作成・強化していく。
各島には最大6人まで同時に滞在することが出来、フレンドかどうか、パーティかどうかに関わらずバトルエリア内に滞在しているプレイヤーと簡易チームを組んでのハントになる。
オンライン上で最大4人のパーティを組むことが出来る。
ソロでのプレイやパーティ内のみでのハントも可能。
PC及び各種ゲーム機とのクロスプラットフォームプレイに対応している。
シーズン制を採用しており、シーズン毎にハントパスがリセットされ、入手可能なアイテムが入れ換わる。

## 武器種
ソード（Sword）
隙の小ささととダメージ量のバランスが良い近接攻撃が特徴の武器。
攻撃時に溜まるゲージを消費し、ベヒモスとの距離を素早く詰める移動攻撃や斬撃を飛ばす遠距離攻撃など、多彩かつ強力な攻撃を繰り出すことができる。
アックス（Axe）
強力なチャージ攻撃が特徴の武器。近接攻撃は垂直方向に広い攻撃と水平方向に広い攻撃がある。ブーメランのように投擲することもできる。
ハンマー（Hammer）
気絶ダメージに特化した強力な近接攻撃と、キャノン砲による範囲攻撃が特徴の武器。キャノン砲は機動力の強化にも利用でき、鈍重な見た目に反して立体的な攻撃が可能。
チェインブレード（Chain Blades）
柄と刃を鎖で連結した手斧や手鎌のような見た目の武器。素早い近接攻撃のほか、刃を柄から離して振り回すことで遠距離にも対応できる。
回避モーションは他の武器（ローリングする）とは違い、短距離を高速移動するものとなっている。
ウォー・パイク（War Pike）
素早い刺突攻撃と流れるような回転攻撃が特徴の武器。ゲージを弾薬に変換でき、弾薬を消費して射撃もしくは周囲の仲間にバフを与えることができる。
リピーター（Repeaters）
バレル、チャンバー、グリップ、プリズムの4つのパーツで構成されており、攻撃属性やアビリティを自由に組み合わせることができる射撃主体の武器。
射撃武器であるものの、ベヒモスと距離が離れるほど与えるダメージが減少する、ベヒモスの近くでリロードすることで短時間与えるダメージとアビリティ効果が増加するなど、近接戦闘において真価を発揮する。
エーテル・ストライカー（Aether Strikers）
非常に素早い連続打撃が特徴の格闘武器。コンボを繋ぐことで自己強化や強力な攻撃を繰り出すことができる。